# Джудит Бейсин
Окръг Джудит Бейсин (на английски: Judith Basin County) е окръг в щата Монтана, Съединени американски щати. Площта му е 4846 km², а населението - 1961 души (2017). Административен център е град Станфорд.